# Либерату, Ингра
И́нгра де Со́за Либера́ту (порт. Ingra de Souza Liberato; 21 сентября 1966, Салвадор, Баия, Бразилия) — бразильская актриса

 и кинопродюсер.

## Биография и карьера
Родилась 21 сентября 1966 года в Салвадоре (штат Баия, Бразилия) в семье режиссёров Чико и Альбы Либерату. Она дебютировала в кино в 7-летнем возрасте, сыграв роль русалки в короткометражном фильме своих родителей «Ementário» (1973).
Начиная с 1973 года, Либерату сыграла более чем в сорока фильмах и телесериалах. В 2001 году она сыграла роль Амины в теленовелле «Клон». Также работает в театрах.
В 1990—1995 годы Либерату была замужем за актёром Жайме Монжардином. В 2001—2012 годы она была замужем за композитором Дукой Линдекером, от которого у неё есть сын — Гильерме Линдекера (род. 11.07.2003).

## Избранная фильмография
| Год  |   | Русское название | Оригинальное название | Роль  |
| ---- | - | ---------------- | --------------------- | ----- |
| 2002 | с | Клон             | O Clone               | Амина |